# Victorius
Victorius († 480 oder 488 in Rom) war von 470 bis 480 der erste überlieferte „Graf“ (eigentlich comes) der Auvergne.

## Leben
Victorius war gallo-römischer Herkunft. Über seine Herkunft und Jugend sind keine Angaben überliefert.
Der rex der Westgoten, Eurich (II.), brach 468 das foedus mit der weströmischen Regierung und eroberte schrittweise alle noch unter kaiserlicher Herrschaft verbliebenen Gebiete zwischen der Loire und den Pyrenäen. In der Auvergne hingegen traf er auf erbitterten Widerstand, der aber schließlich ebenfalls gebrochen werden konnte. Da sich Eurich zwar von der machtlosen Regierung in Ravenna losgesagt hatte, aber keineswegs Krieg gegen die Römer als solche führte, setzte er den Römer Victorius, der den Titel eines dux führte, als „Statthalter“ ein. Während seiner neunjährigen Amtszeit ließ Victorius mehrere Kirchen bauen bzw. ausbauen und ausschmücken.
Victorius war mit Bischof Sidonius Apollinaris von Clermont persönlich befreundet. Sidonius, der selbst hohe weltliche Ämter bekleidet hatte, lobt den comes Victorius, seinen Patron in weltlichen, seinen Sohn in kirchlichen Belangen, in einem Brief aus dem Jahr 477 überschwänglich und schildert ihn als einen frommen und mitfühlenden Mann.
Gregor von Tours hingegen, der etwa ein Jahrhundert später lebte, beschreibt Victorius als comes, der aufgrund von allerhand Beschuldigungen den vornehmen Eucherius einkerkern und hinrichten ließ. Angeblich wegen seines ausschweifenden Liebeslebens habe Victorius 480 vor den aufgebrachten Auvergnern nach Rom fliehen müssen. Seinen Lebenswandel habe er nicht geändert, weshalb er in Rom gesteinigt worden sei.